# Miejska Biblioteka Publiczna w Ełku
Miejska Biblioteka Publiczna im. Zofii Nasierowskiej w Ełku – samorządowa instytucja kultury o charakterze publicznym działająca od 1946.

## Historia
- 2–3 maja 1946 podpisany został „Akt założenia Biblioteki Powiatowej”[1].
- Zorganizowano zbiórkę pieniężną na zakup książek do powstałej placówki. Początek zbiorów bibliotecznych to ok. 520 woluminów.
- W 1948 z Biblioteki Powiatowej wyłoniono Oddział Miejski, który został przekształcony w Bibliotekę Miejską[2].
- W latach 1955–1975 Biblioteka Powiatowa i Biblioteka Miejska stały się jedną placówką o nazwie Powiatowa i Miejska Biblioteka Publiczna.
- W 1957 PiMBP została przeniesiona do lokalu o powierzchni ok. 200 m² (przy ówczesnym księgozbiorze stanowiło to niebagatelny metraż), co stworzyło warunki na otwarcie w 1958 Oddziału dla Dzieci, zaś w następnym roku Czytelni dla Dorosłych. Wraz z rozwojem miasta, powstawaniem szkół średnich, wzrastało zapotrzebowanie czytelnicze, w związku z tym powiększający się księgozbiór przestał mieścić się w dotychczasowym lokalu[3].
- W 1971 oddano do użytku Powiatowy Dom Kultury w Ełku, w którym to Biblioteka otrzymała część pomieszczeń o łącznej powierzchni 360 m². W tym samym budynku miało siedzibę Ełckie Centrum Kultury oraz Miejska Biblioteka Publiczna[4].
- W 1975 PiMBP w Ełku przekształcono w Oddział Wojewódzkiej Biblioteki Publicznej w Suwałkach, w 1976 oddziały WBP w miastach – w miejskie biblioteki publiczne. Od stycznia 1977 biblioteka przyjęła nazwę Miejska Biblioteka Publiczna[5].
- W latach 1977–1987 sieć biblioteczna powiększyła się o 2 filie i punkt biblioteczny „książek mówionych”, który był prowadzony w prywatnym mieszkaniu pana Stanisława Nowickiego[6].
- W latach 1971–2003 biblioteka zajmowała pomieszczenia w Ełckim Centrum Kultury, końcem 2003 przeniosła się do budynku przy ulicy Armii Krajowej 17B w łącznej powierzchni użytkowej 1430 m² przystosowanej dla osób niepełnosprawnych. W tym budynku funkcjonuje do dzisiaj[7].
- W 2013 patronką instytucji ustanowiono zmarłą dwa lata wcześniej fotograficzkę Zofię Nasierowską[8].

## Wypożyczalnia dla dorosłych

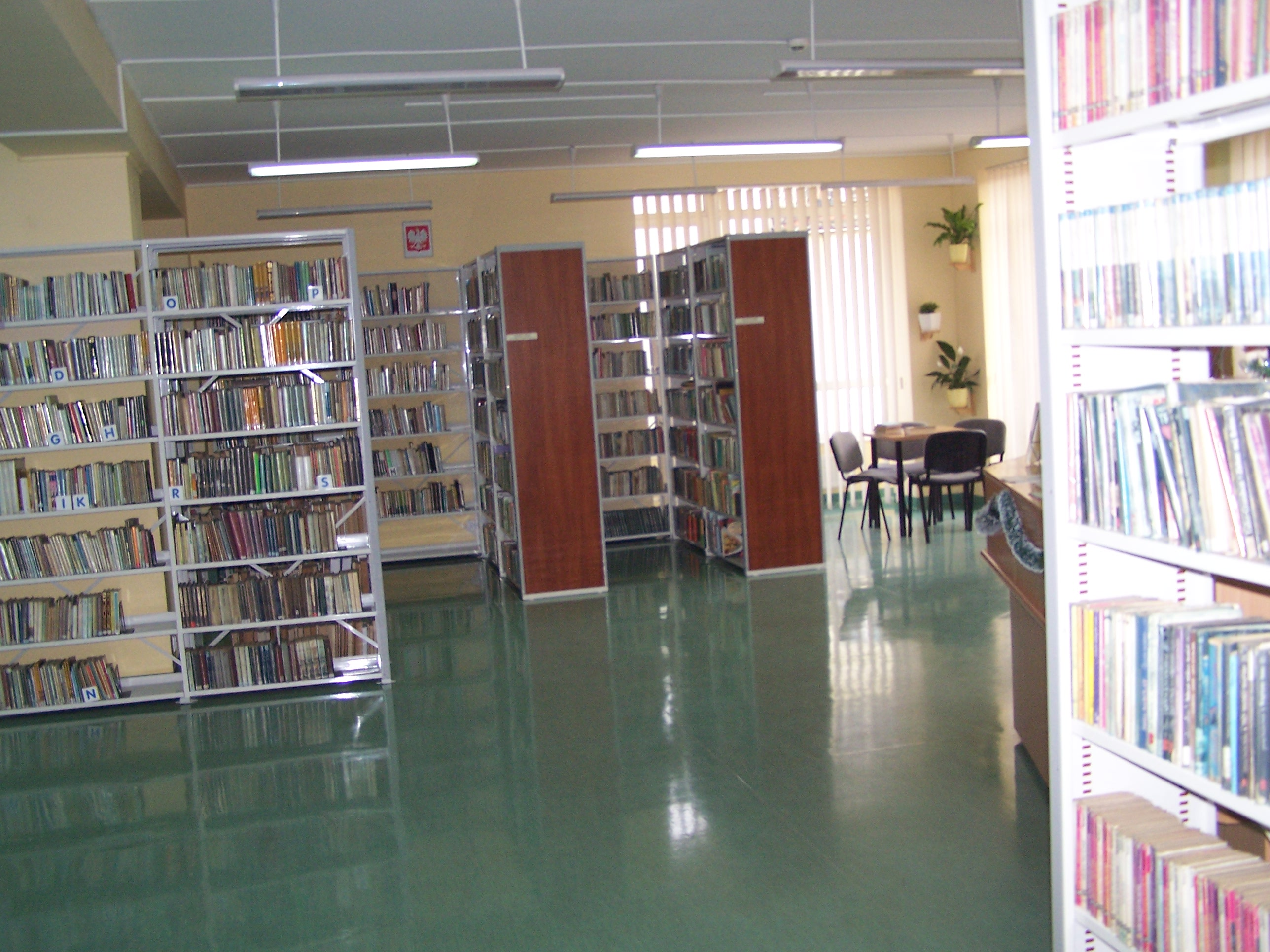
Miejska Biblioteka Publiczna w Ełku, Wypożyczalnia dla dorosłych

Posiada księgozbiór literatury pięknej polskiej i zagranicznej oraz lektury szkolne, opracowania literackie. Książki wypożycza się nieodpłatnie. Od czytelników spoza Ełku pobierana jest kaucja. Dokumentem uprawniającym do korzystania z wypożyczalni jest karta biblioteczna.

## Oddział dla dzieci

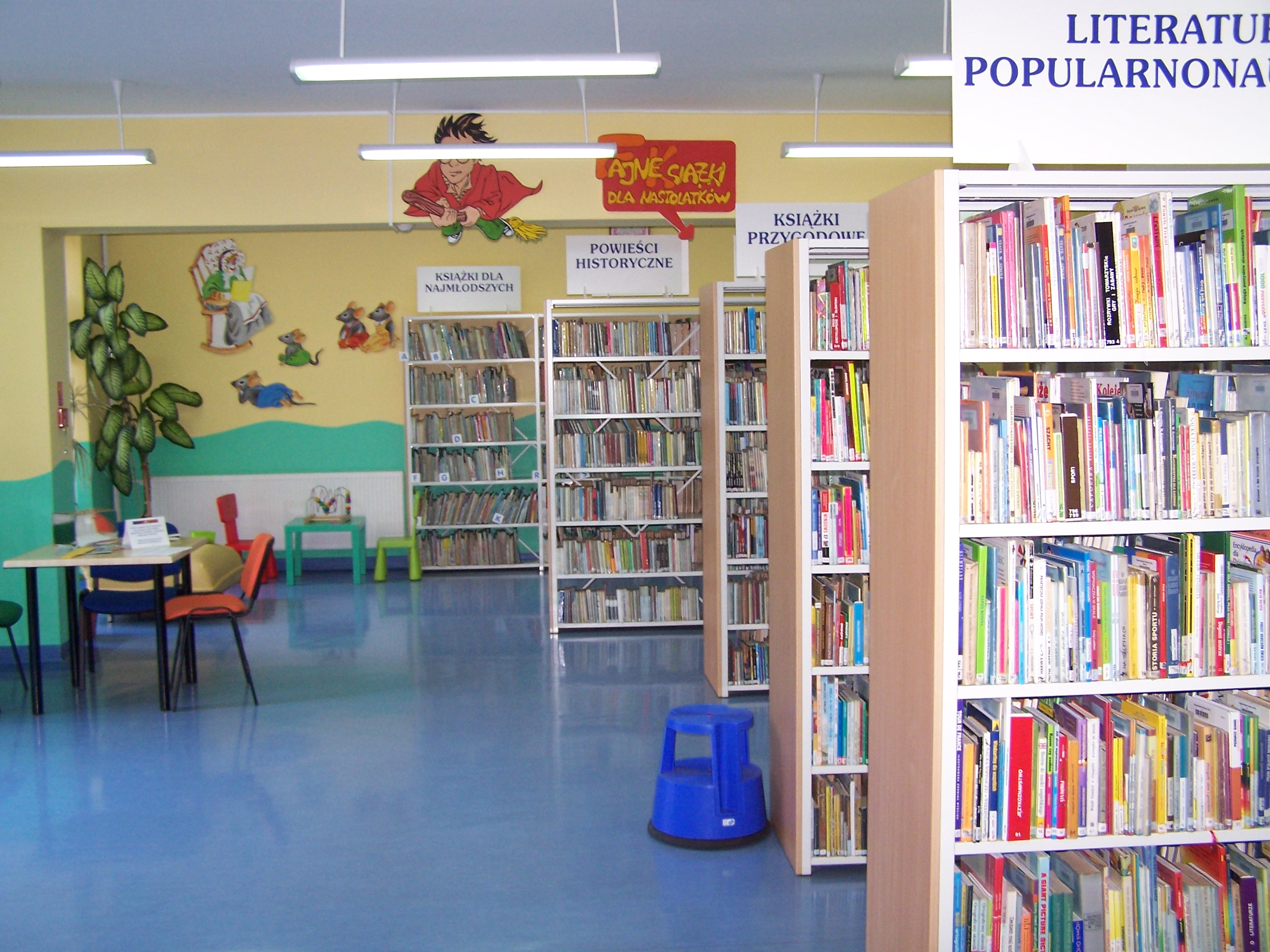
Miejska Biblioteka Publiczna w Ełku, Wypożyczalnia dla dzieci

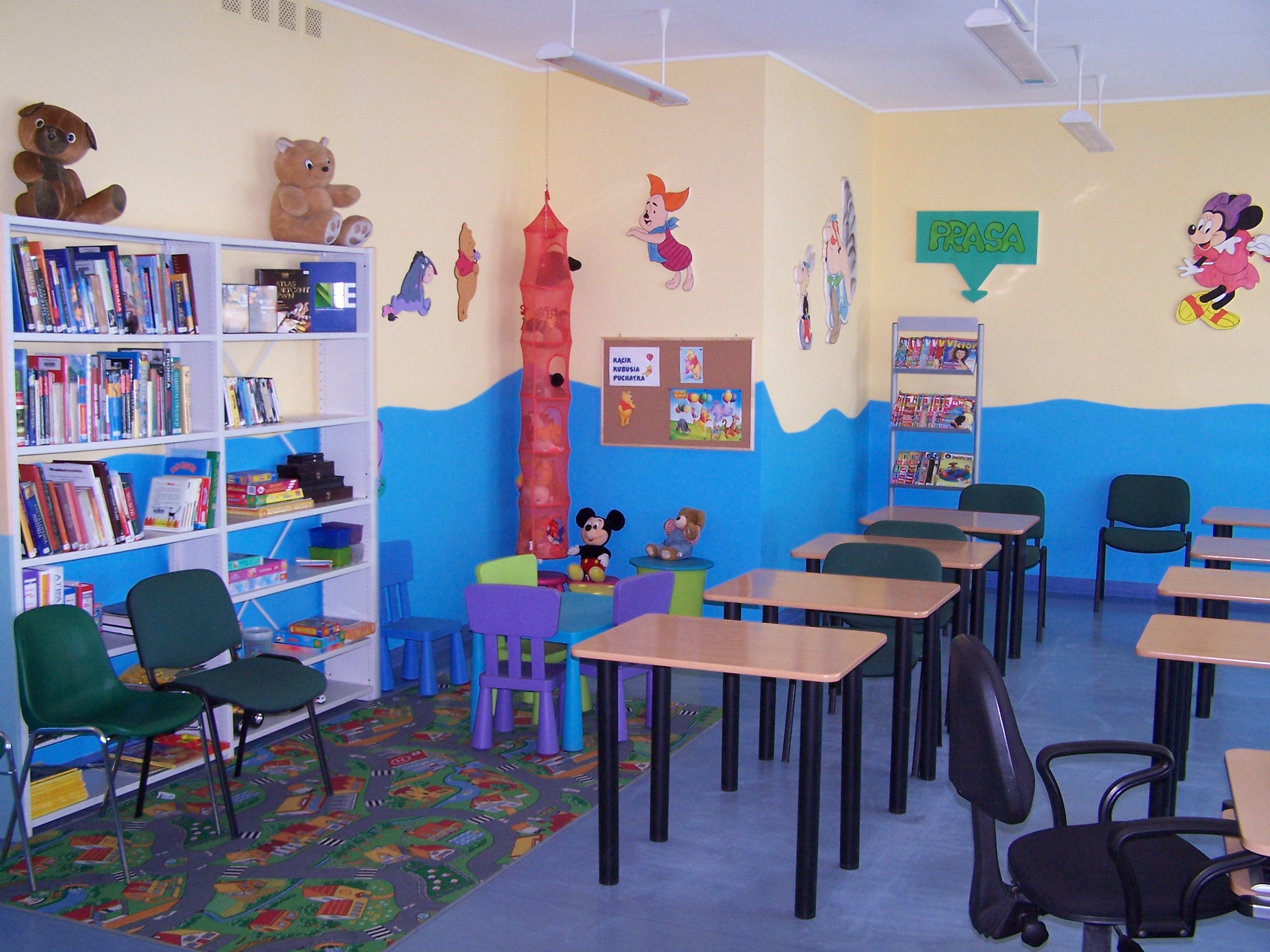
Miejska Biblioteka Publiczna w Ełku, Czytelnia dla Dzieci

Oddział dla dzieci składa się z wypożyczalni i czytelni. Gromadzi księgozbiór dla dzieci i młodzieży obejmujący literaturę piękną i popularnonaukową, lektury szkolne, a także słowniki, encyklopedie i leksykony.
Prowadzi prace oświatowe i edukacyjne dla dzieci i młodzieży, przysposobienie czytelnicze dla szkół i przedszkoli w formie wycieczek i lekcji bibliotecznych.
W czytelni można skorzystać bezpłatnie z Internetu oraz obejrzeć książki multimedialne. Dostępne są również książki popularnonaukowe skierowane do dzieci, a także gry planszowe i przybory plastyczne. Odbywają się tu także „Popołudnia z książką i kredką”, na których dzieci nie tylko słuchają bajek, ale i uczestniczą w zajęciach plastycznych. W oddziale dla dzieci odbywa się wiele imprez cyklicznych takich jak Mikołajki, Andrzejki, ferie i wakacje. Dużą popularnością cieszy się corocznie „Piknik z bajką”. Impreza ta jest organizowana z okazji Dnia Dziecka, wspólnie z Centrum Edukacji Ekologicznej w Ełku. Z roku na rok coraz więcej prac wpływa na konkurs literacki „Mazurska bajka”. Jest on rozstrzygany w kilku grupach wiekowych, aby każdy adept pisarstwa mógł zostać dostrzeżony i nagrodzony. W trosce o poprawność językową corocznie są organizowane „Potyczki ortograficzne”, czyli dyktando. Tradycją stało się także organizowanie „Nocy w bibliotece” – seansu przygodowo – edukacyjno – rozrywkowego Przez cały rok odbywają się konkursy plastyczno – literackie skierowane do uczniów miejscowych szkół. Prowadzona jest także akcja „Cała Polska czyta dzieciom”, w której udział biorą nie tylko bibliotekarze, ale i nauczyciele, oraz włodarze miasta. Przy bibliotece działa intensywnie teatrzyk „Echo”, który w 2008 obchodził piątą rocznicę istnienia.

## Czytelnia prasy i książek dla dorosłych

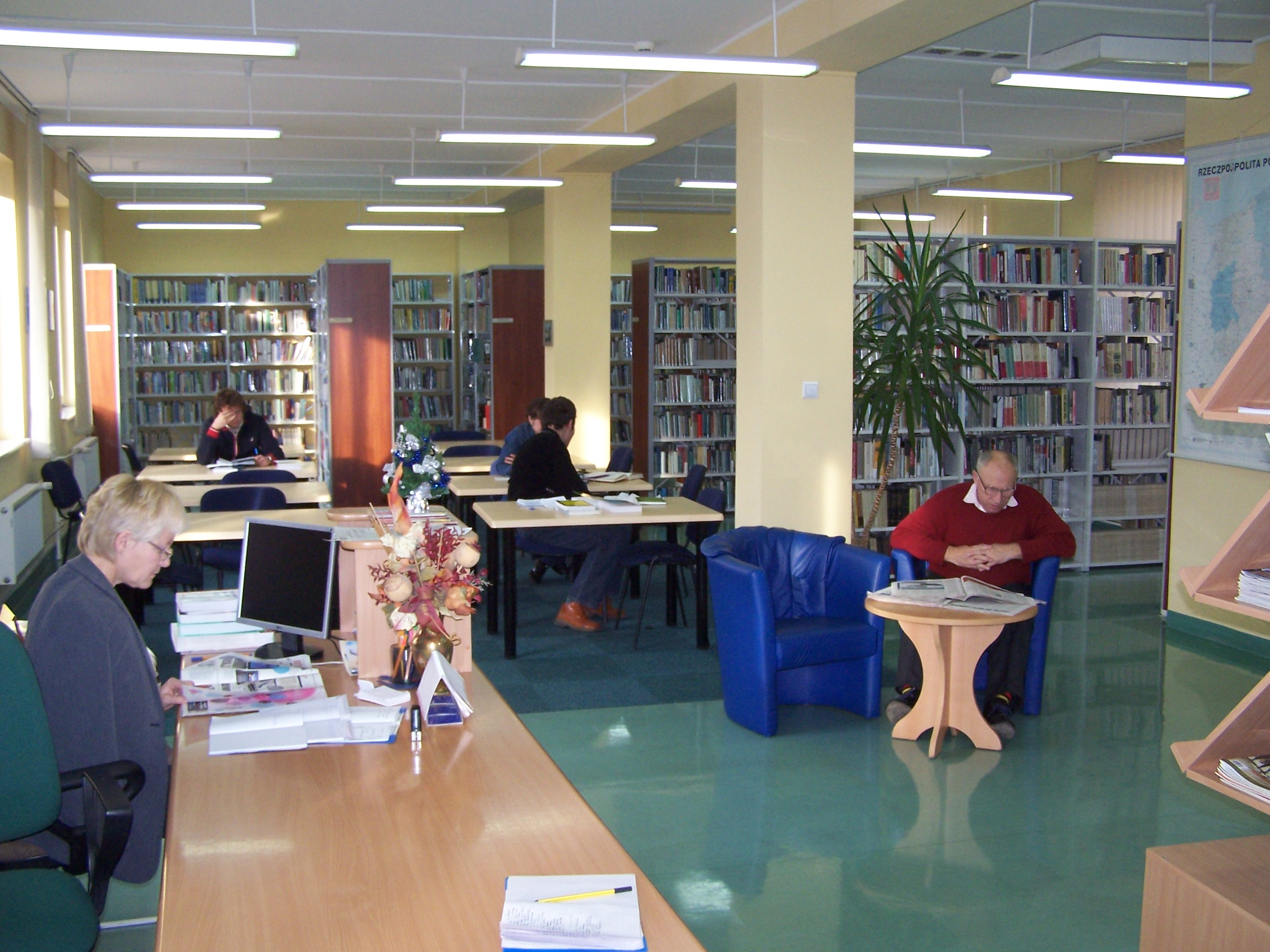
Miejska Biblioteka Publiczna w Ełku, Czytelnia prasy i książek dla dorosłych

W czytelni udostępniany jest księgozbiór z różnych dziedzin wiedzy, w tym duży zbiór wydawnictw informacyjnych: słowników, encyklopedii, atlasów, informatorów, roczników, roczników statystycznych; prasę codzienną, czasopisma specjalistyczne oraz Dzienniki Ustaw. Czytelnia sprowadza książki z bibliotek w kraju w drodze wypożyczeń międzybibliotecznych. Wszystkie materiały udostępniane są na miejscu.

## Informatorium i Dział Zbiorów Specjalnych

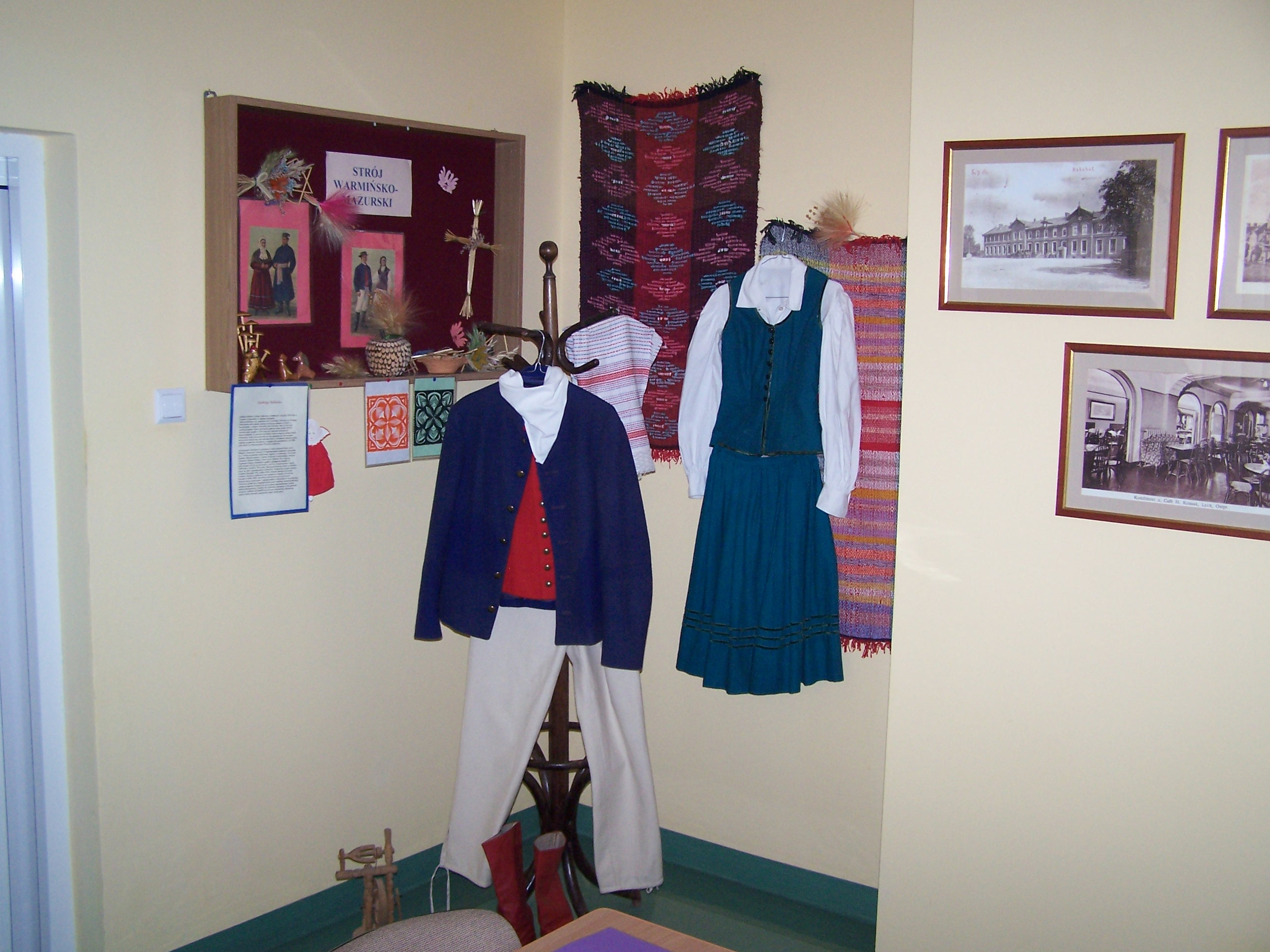
Miejska Biblioteka Publiczna w Ełku, Informatorium i Dział Zbiorów Specjalnych

Gromadzi i udostępnia książki regionalne, dokumenty życia społecznego oraz zbiory specjalne. Prowadzi prace dokumentacyjne i działalność informacyjną w zakresie materiałów regionalnych.
Udziela informacji z różnych dziedzin wiedzy na podstawie katalogów, kartotek, bibliografii oraz komputerowych baz danych. Służy czytelnikowi pomocą przy wyszukiwaniu materiałów, opracowuje zestawienia bibliograficzne. Korzysta z zautomatyzowanych baz danych dotyczących polskiego piśmiennictwa bieżącego: Przewodnika Bibliograficznego z lat 1982–1999 i Bibliografii Zawartości Czasopism z lat 1996–1999.

## Dział naukowy

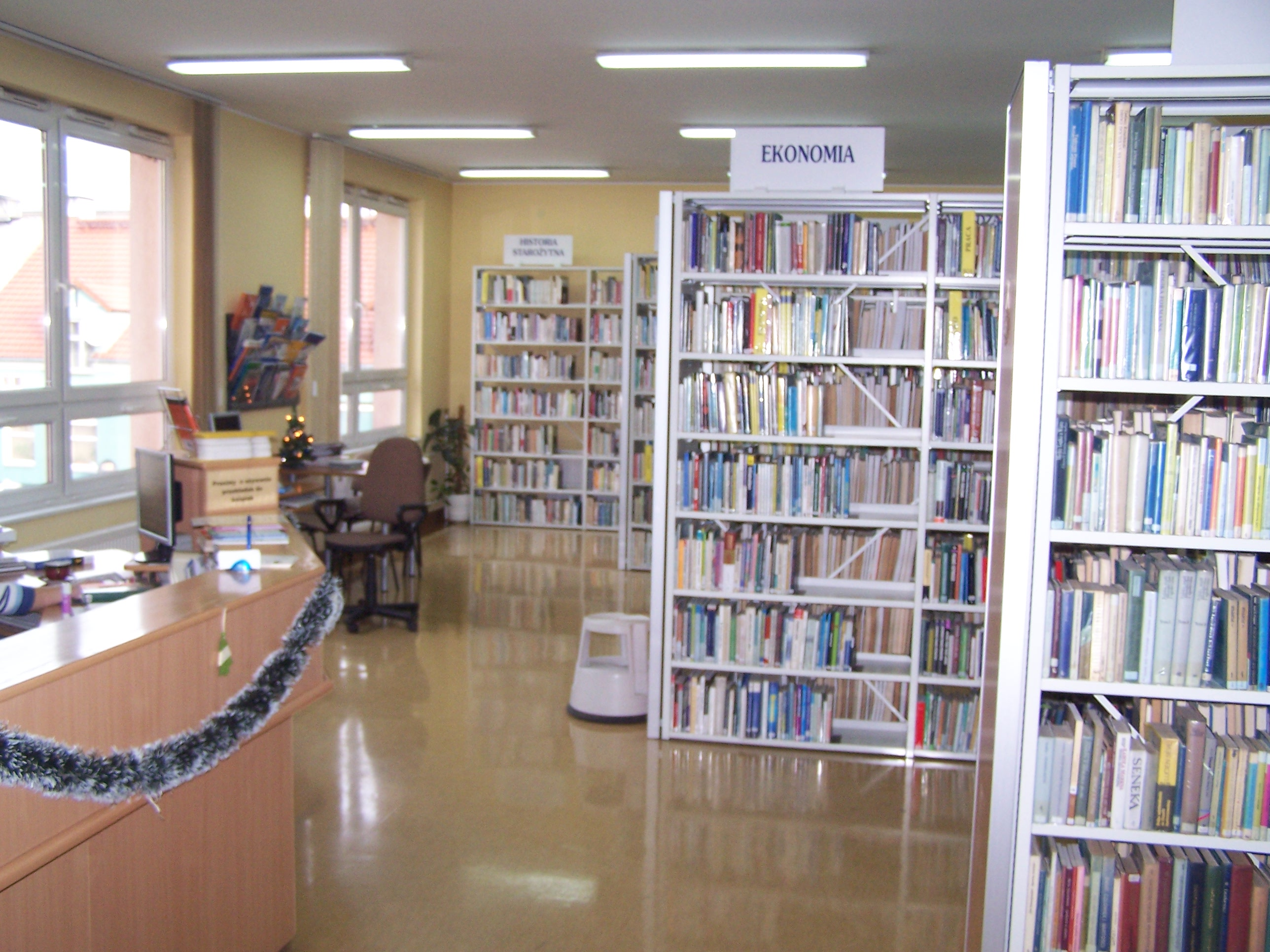
Miejska Biblioteka Publiczna w Ełku, Dział naukowy

Gromadzi księgozbiór z różnych dziedzin wiedzy, książki naukowe, podręczniki akademickie. Zbiory udostępnia na takich samych zasadach jak w wypożyczalni dla dorosłych. Znajduje się tu wiele podręczników akademickich z różnych dziedzin. Jest również stanowisko komputerowe, na którym można skorzystać z Systemu Informacji Prawnej „Lex”.

## Czytelnia wirtualna
Dzięki staraniom dyrekcji w 2007 powstała czytelnia wirtualna. Wyposażona jest w 10 stanowisk komputerowych i bezprzewodowy Internet, z którego czytelnicy mogą bezpłatnie korzystać. Tutaj powstał pierwszy w Ełku PIAP (ang. Public Internet Access Point), czyli publiczny punkt dostępu do Internetu. W czytelni wirtualnej zgromadzone są także wydawnictwa multimedialne: encyklopedie, słowniki, przewodniki i gry komputerowe.

## Współczesność

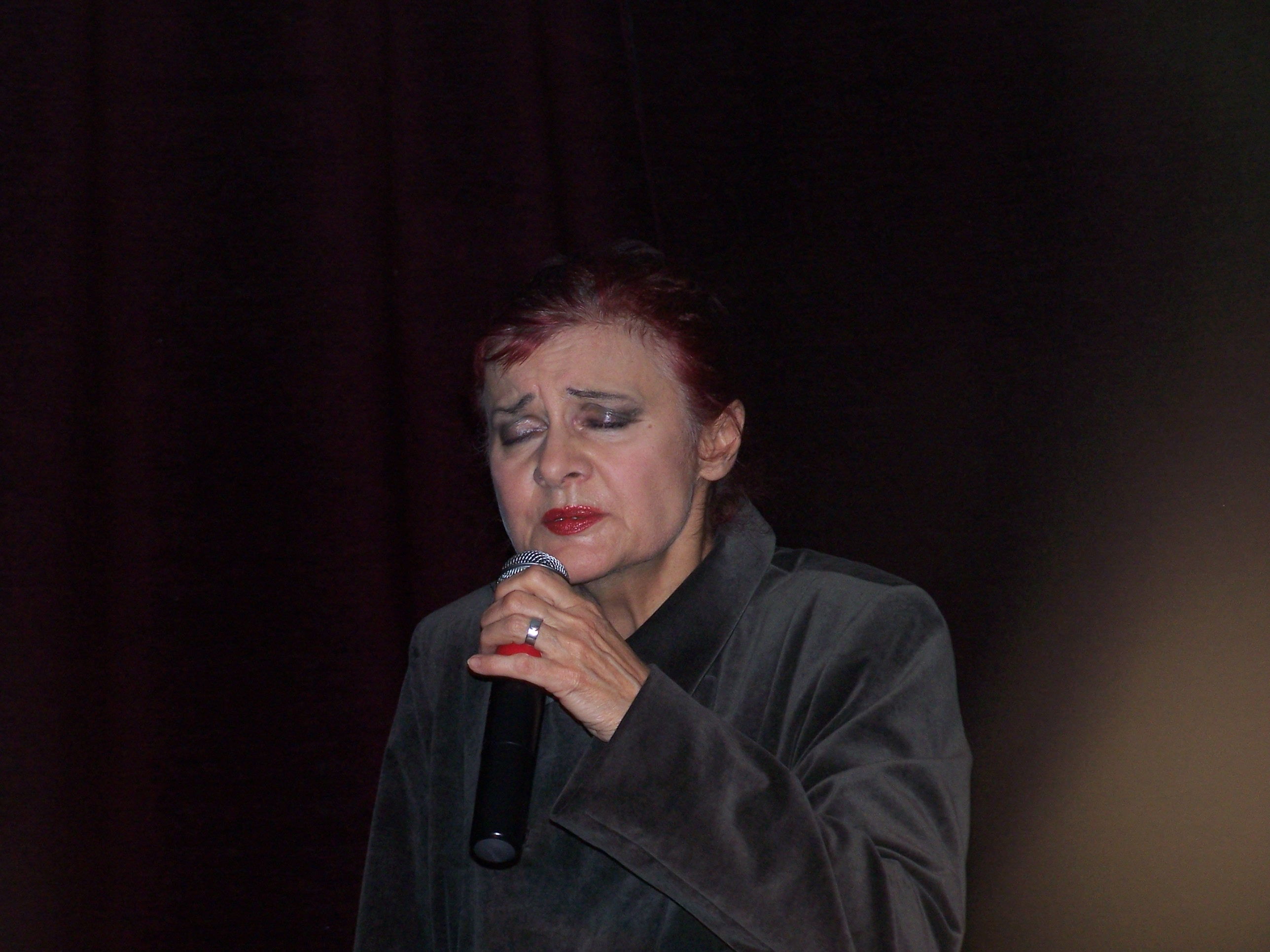
Miejska Biblioteka Publiczna w Ełku – Anna Chodakowska

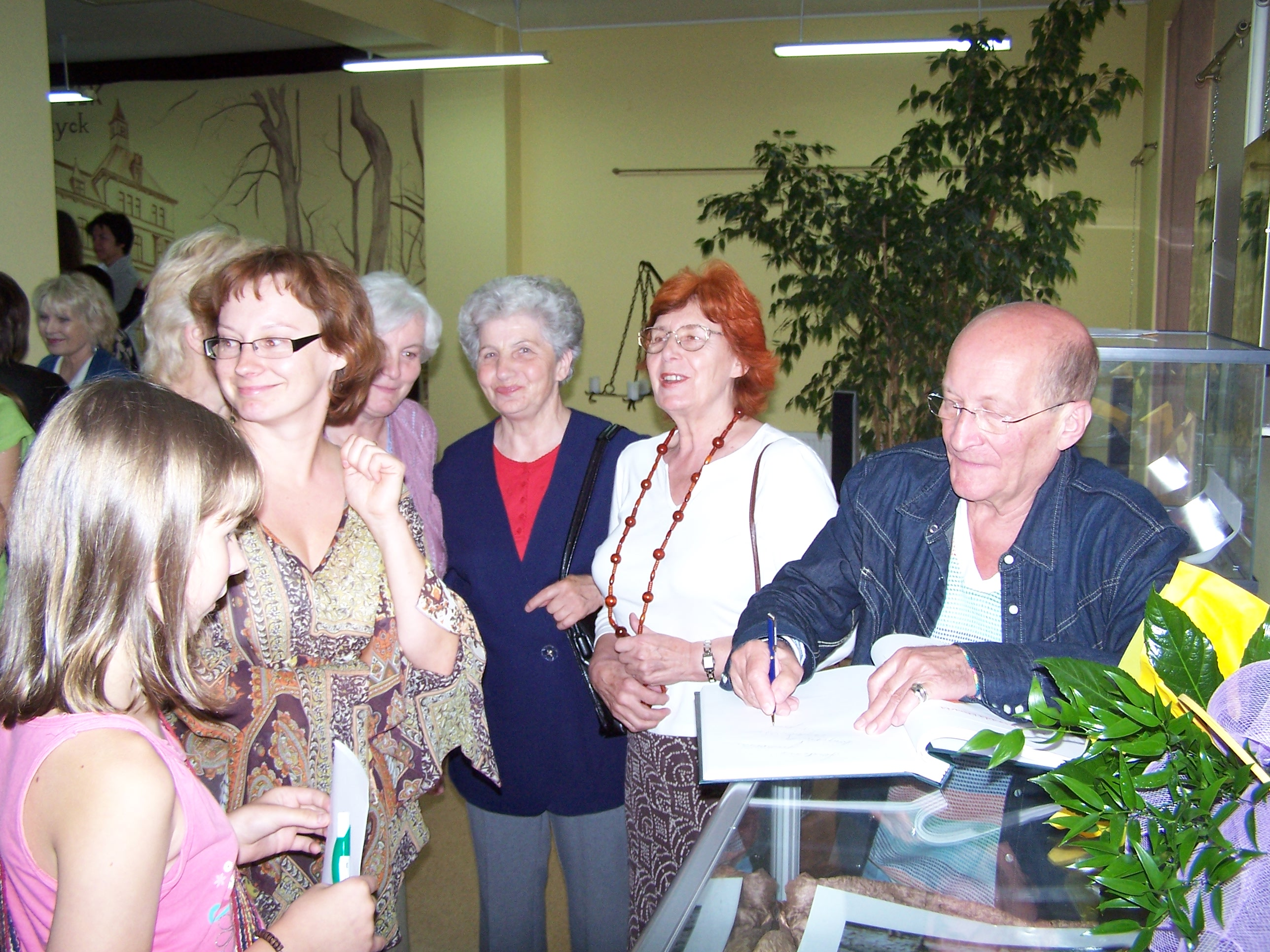
Miejska Biblioteka Publiczna w Ełku – Wojciech Pszoniak

Biblioteka organizuje liczne cykliczne imprezy takie jak: Kalejdoskop Kultur, Festiwal Książki „Książka i Lilia”, konkursy literackie: poetycki im. Magdaleny Iwanickiej „Jesienny ogród poetycki”, oraz prozatorski im. Ireny Tamary Misztal „Prosto z serca”. Gośćmi biblioteki byli m.in.: Elżbieta Dzikowska, Jacek Pałkiewicz, Grażyna Wolszczak, Katarzyna Groniec, Katarzyna Grochola, Jerzy Zelnik, Barbara Wachowicz, Wojciech Siemion, Wanda Chotomska, Janusz Majewski, Zofia Nasierowska, Ernest Bryll, Dorota Terakowska, Marek Gałązka, Jan Kondrak, Maria Czubaszek, Marek Andrzejewski, Magdalena Zawadzka, Wiktor Jerofiejew, ks. Adam Boniecki.
W bibliotece zorganizowano dział dla osób niewidomych i przystosowano ją do potrzeb osób niepełnosprawnych.
Miejska Biblioteka Publiczna w Ełku współpracuje z organizacjami społecznymi: Stowarzyszeniem Edukacyjno – Kulturalnym Ełk XXI oraz Towarzystwem Miłośników Ełku. Od lutego 2004 dzięki współpracy z tym drugim w holu biblioteki możemy oglądać obraz Anny Caspary „Panorama Ełku”. Liczba woluminów obecnie przekroczyła 100 000.